# Škoda Felicia
De Škoda Felicia (type 791) is een automodel uit de compacte klasse dat door de Tsjechische autofabrikant Škoda werd geproduceerd tussen 1994 en 2001. Het was het laatste model op het eigen platform van Škoda, maar het was een van de eerste modellen die profiteerde van de overname van Škoda door Volkswagen AG. De Felicia was een herziene versie van de Favorit, maar had een frisse, modernere uitstraling met een nieuw ontworpen voorkant en een breder scala aan motoren.

## Geschiedenis
De Felicia ging in oktober 1994 in première op de Karelsbrug in Praag. De serieproductie van de hatchback begon in oktober 1994, de combi in juni 1995, de pick-up in augustus 1995. Reeds tussen 1959 en 1964 produceerde Škoda een auto genaamd Felicia, de kleine sportcabriolet Škoda 450. Dit was niet de voorganger van het model uit de jaren 90.
Omdat de Felicia profiteerde van de inbreng van Volkswagen, hielp dit om het imago van Škoda in West-Europa te verbeteren. Het was de allereerste Škoda met dieselmotor en werd de eerste auto van het merk met belangrijke veiligheids- en comfortvoorzieningen, zoals (optioneel) airconditioning en velours bekleding. Antiblokkeersysteem (ABS), airbags en gordelspanners waren ook verkrijgbaar.
De productie van de Felicia stopte eind juni 2001, een jaar na de lancering van de Fabia. In totaal werden er 1.416.939 Felicia's gemaakt.

### Carrosserievormen
De Felicia verscheen in verschillende carrosserievormen, zowel voor particulier als professioneel gebruik. Het basismodel was een vijfdeurs hatchback en vanaf juni 1995 werd een combi aan het programma toegevoegd ter vervanging van de op Favorit gebaseerde Forman. Het model kreeg de naam Felicia Combi (type 795). De bagageruimte van de hatchback was 272 liter met de achterbank rechtopstaand en 976 liter met de achterbank neergeklapt. Voor de Combi was dit respectievelijk 447 en 1366 liter.
Er was ook een pick-upversie, de Felicia Pickup (type 797), en een gesloten bestelwagen genaamd Felicia Vanplus. De pick-upversie werd in sommige landen ook verkocht als Volkswagen Caddy. Er was ook een Truckman-hardtop verkrijgbaar om de laadruimte te overkappen, wat zorgde voor betere gebruiksmogelijkheden bij slecht weer.
Als lifestyle-variant van de pick-up verscheen medio 1997 de Felicia Fun (type 796) met een speciaal kleurenconcept. De carrosserie, bumpers en de lederen bekleding hadden een opvallende gele kleur. Dit gold ook voor het stuurwiel, het instrumentenpaneel, de versnellingspook en de 13-inch lichtmetalen velgen. De B-stijl en de hoofdsteunen waren af fabriek uitgerust met het Felicia Fun-logo met een gestileerde kikkerkoning. Bij de Felicia Fun kon de achterwand van de cabine standaard worden uitgeschoven, waardoor een tweede rij zitplaatsen in de open lucht ontstond. Optioneel werden afdekkingen en hardtops aangeboden, zodat de passagiers op de inklapbare achterbank of objecten in de laadruimte ook weerbestendig konden worden vervoerd. De Felicia Fun werd uitsluitend aangeboden met de 1,6 injectiemotor en is in totaal slechts 4.016 keer gebouwd.

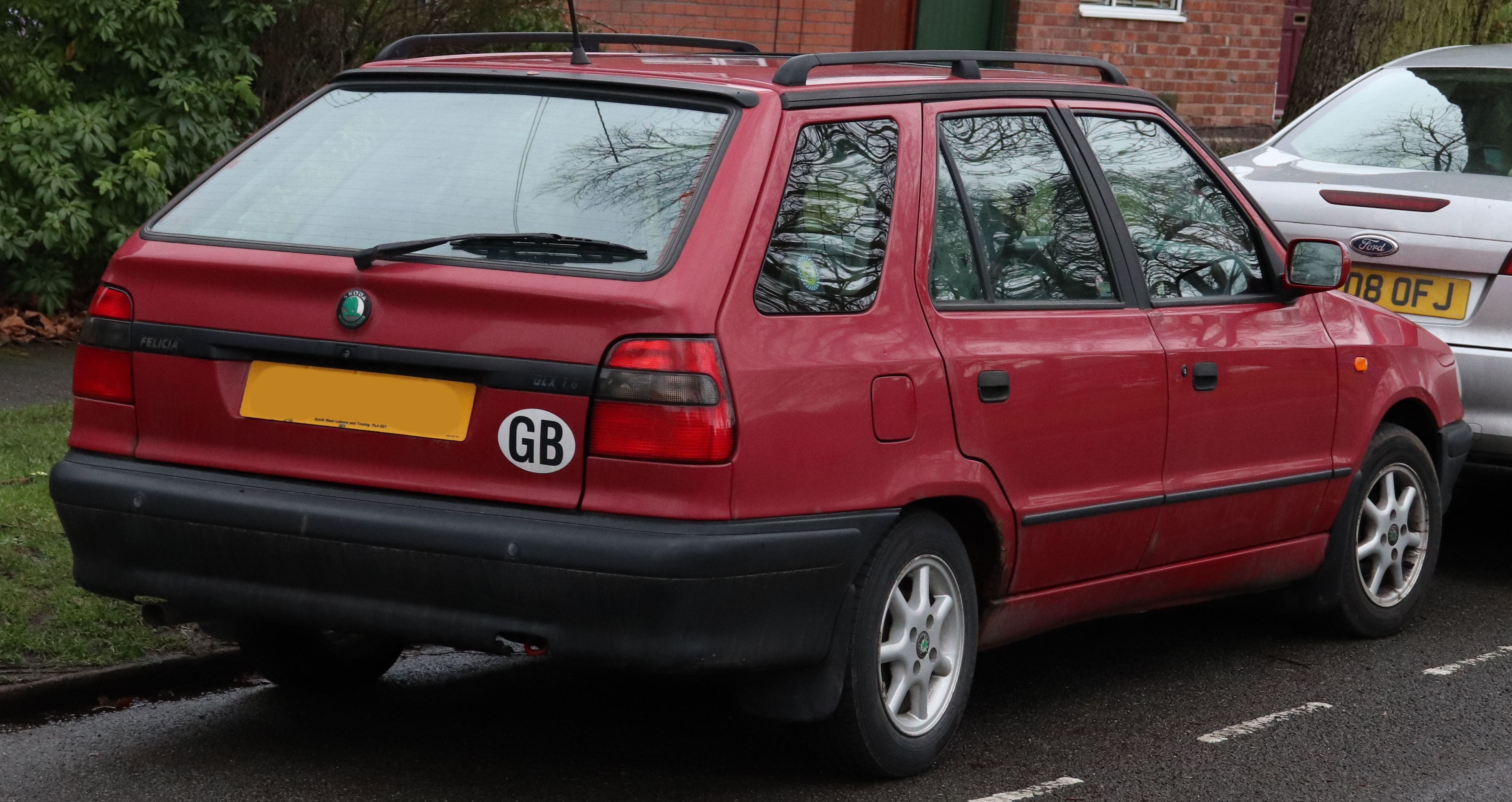
Škoda Felicia Combi (1995-1998)
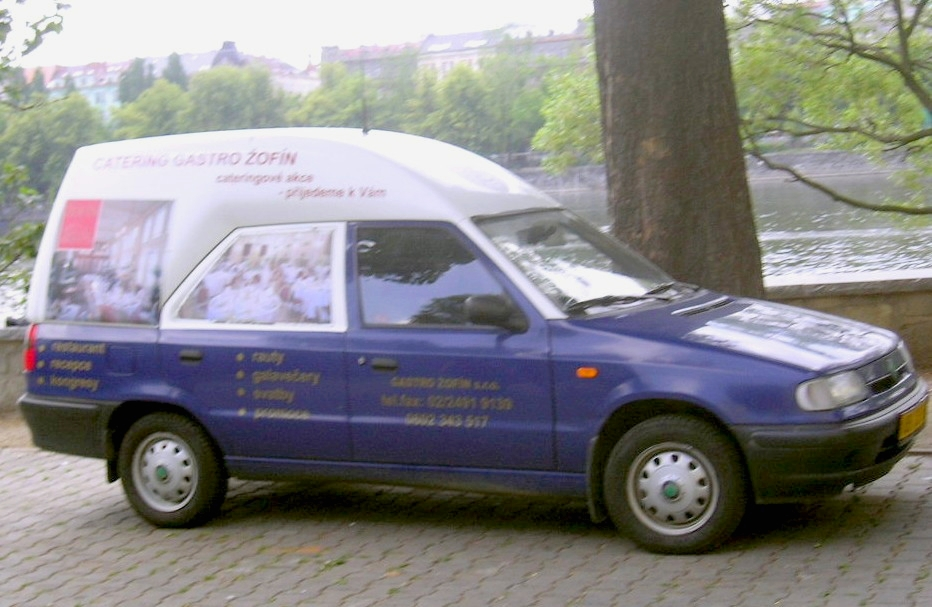
Škoda Vanplus (1995-2000)
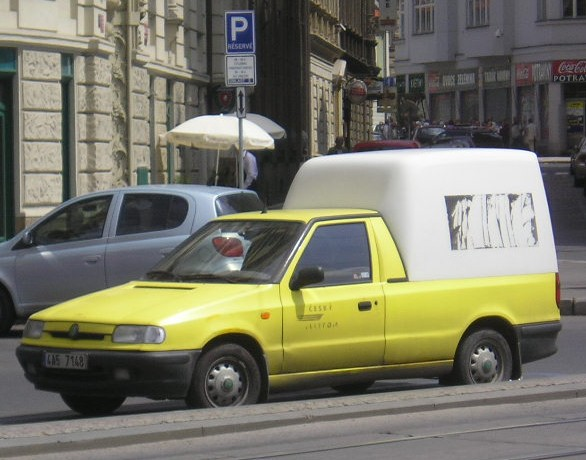
Škoda Pickup (1995-2001)
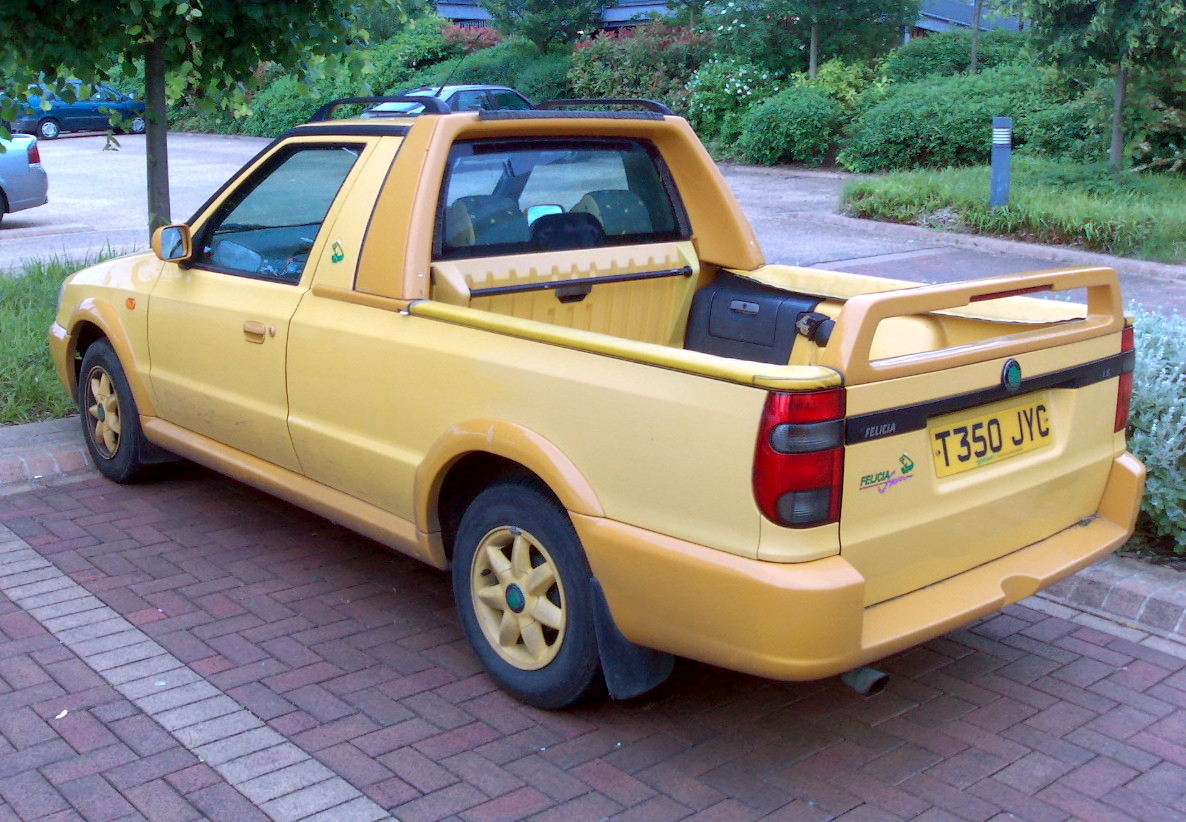
Škoda Felicia Fun (1997-2000)
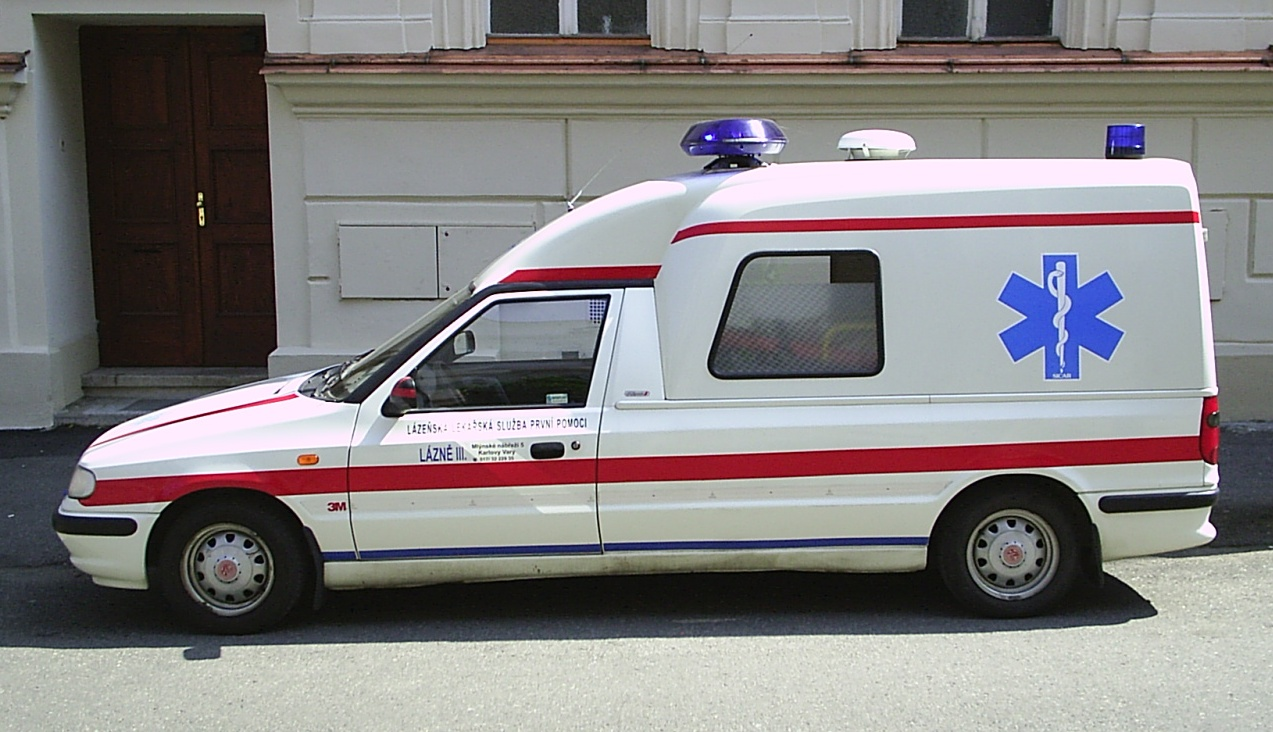
Škoda Felicia Ambulance

### Facelift
In januari 1998 kregen de Felicia en Felicia Combi een kleine facelift. De meest zichtbare uiterlijke wijzigingen waren een opnieuw ontworpen grille en grotere, in carrosseriekleur gespoten bumpers zodat de vormgeving meer aansloot bij de Škoda Octavia. Ook werden kleine verbeteringen doorgevoerd aan het onderstel en de carrosserie om de botsveiligheid te verbeteren. In 1998 verscheen er ook een studiemodel met de naam Felicia Golden Prague.

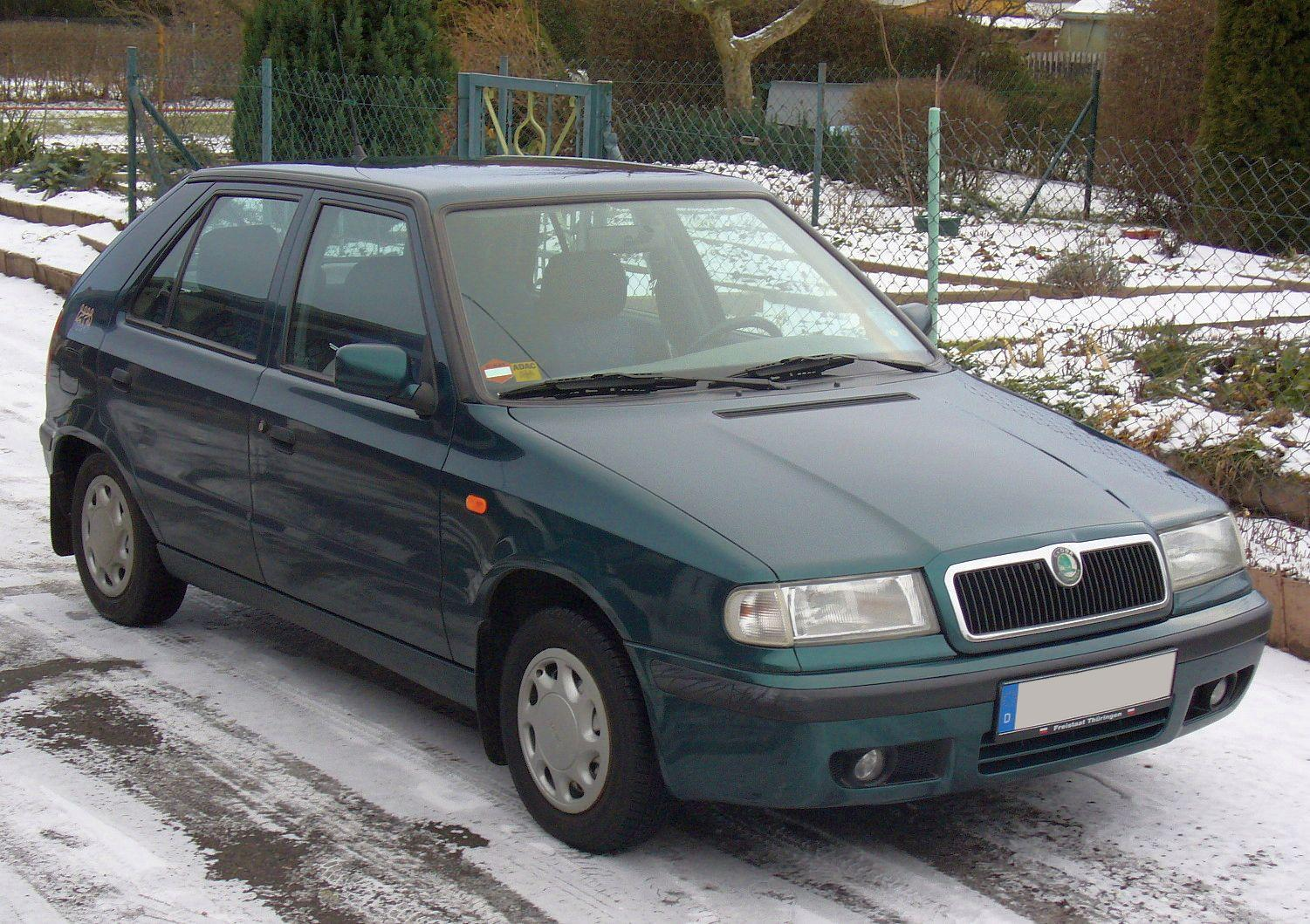
Skoda Felicia (1998-2001)
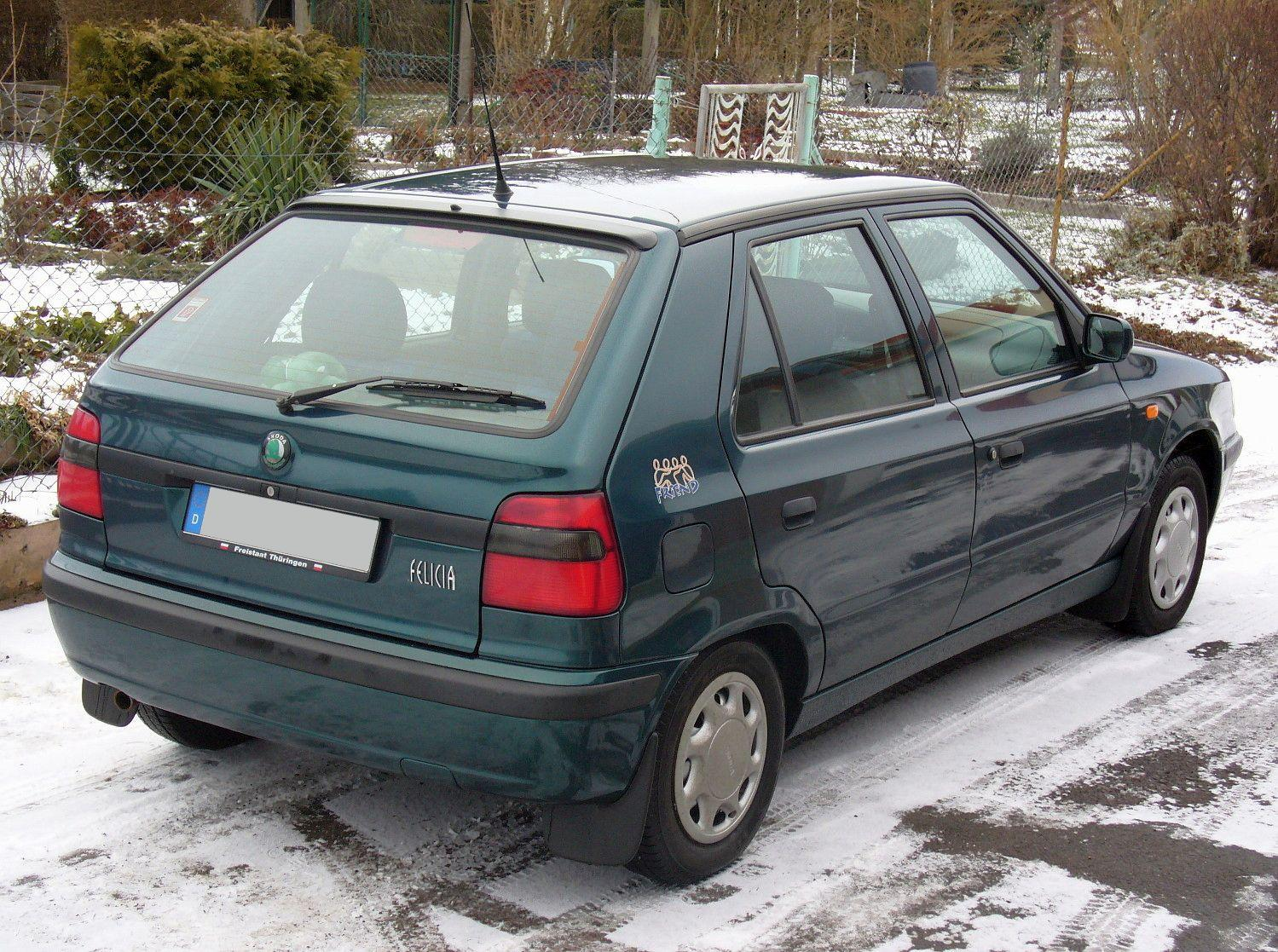
Achterzijde (1998-2001)
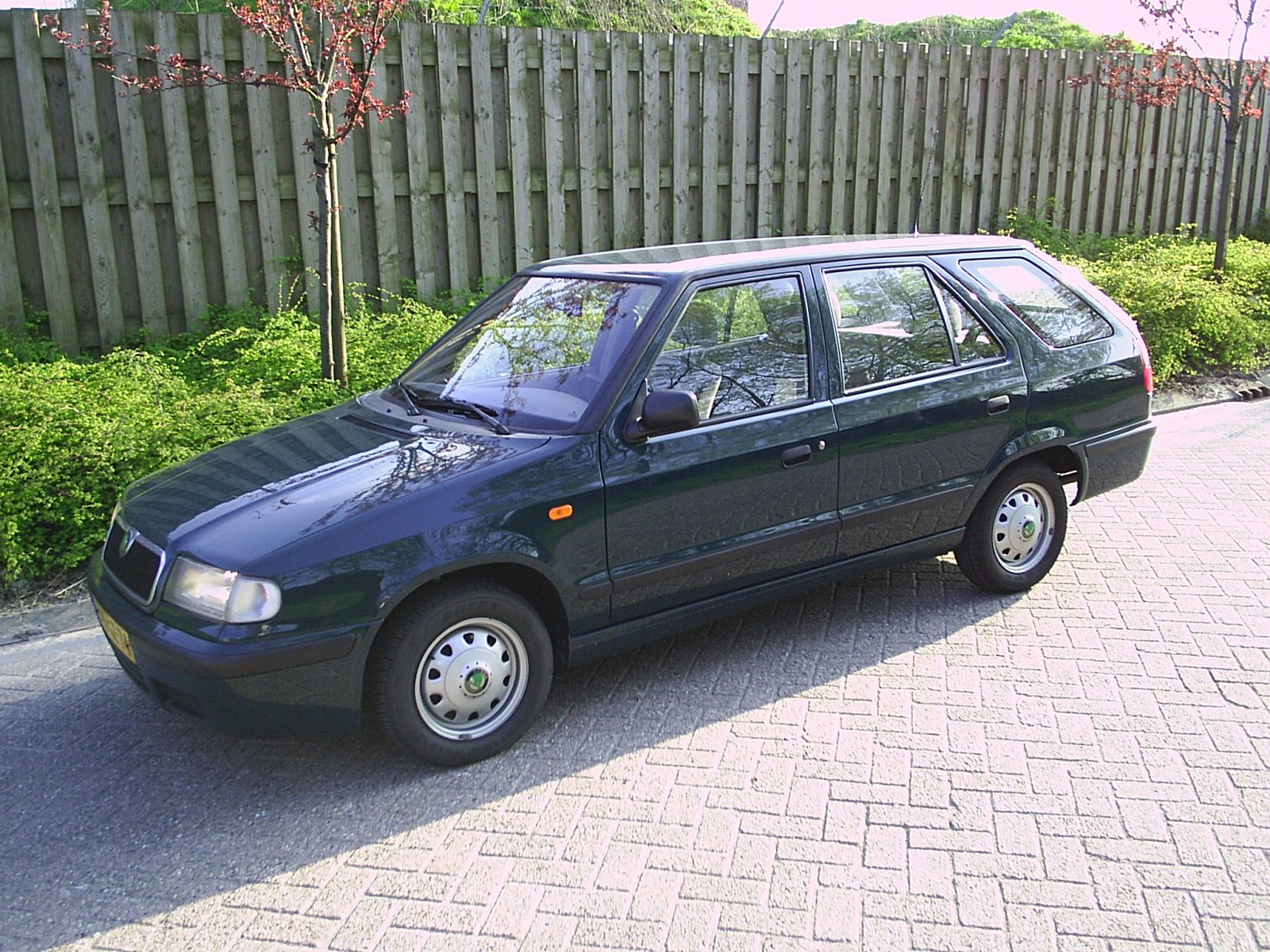
Skoda Felicia Combi (1998-2001)
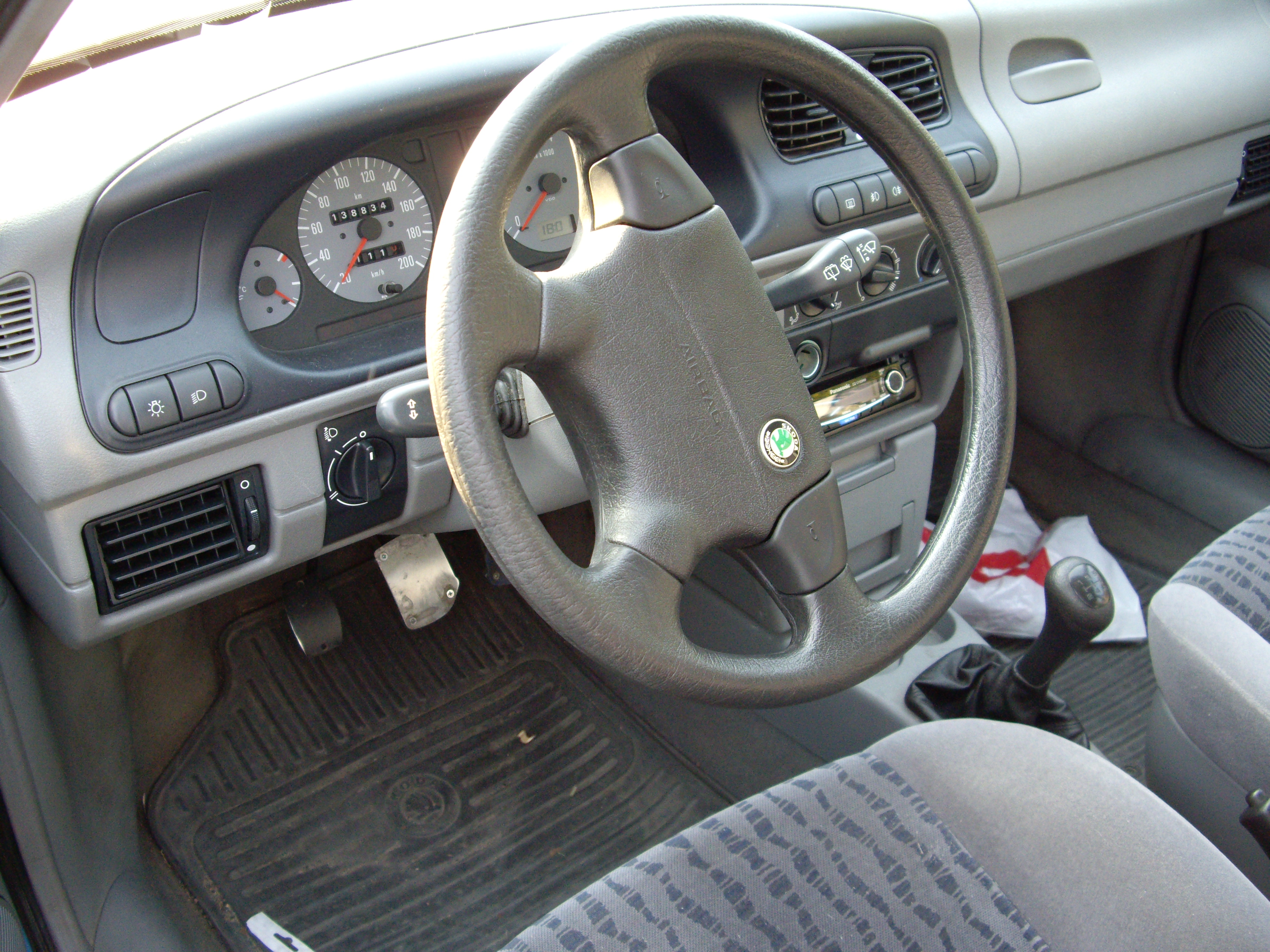
Interieur (uitvoering GLX)

### Motoren
De Felicia werd zowel geleverd met Škoda-motoren als met motoren van VW: de minder krachtige benzinevarianten met 54 pk en 68 pk waren uitgerust met de aluminiummotor van Škoda, die voor het eerst werd gebruikt in de Škoda 742 met achterin geplaatste motor. De krachtigere 1,6 benzinemotor met 75 pk en de 1,9 diesel (64 pk) hadden gietijzeren VW-motoren die ook werden gebruikt in de Polo en Golf III.

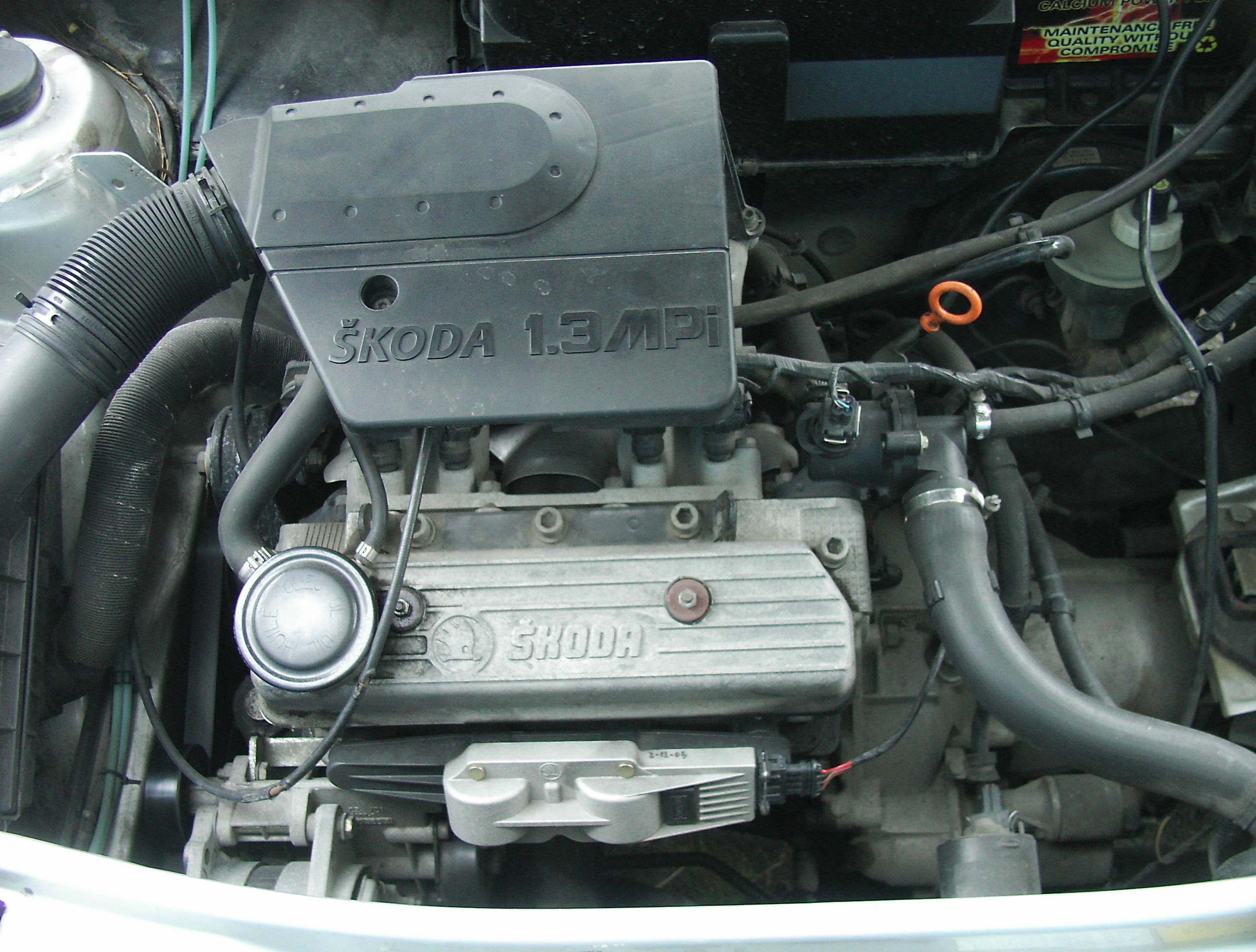
1,3 MPI-motor
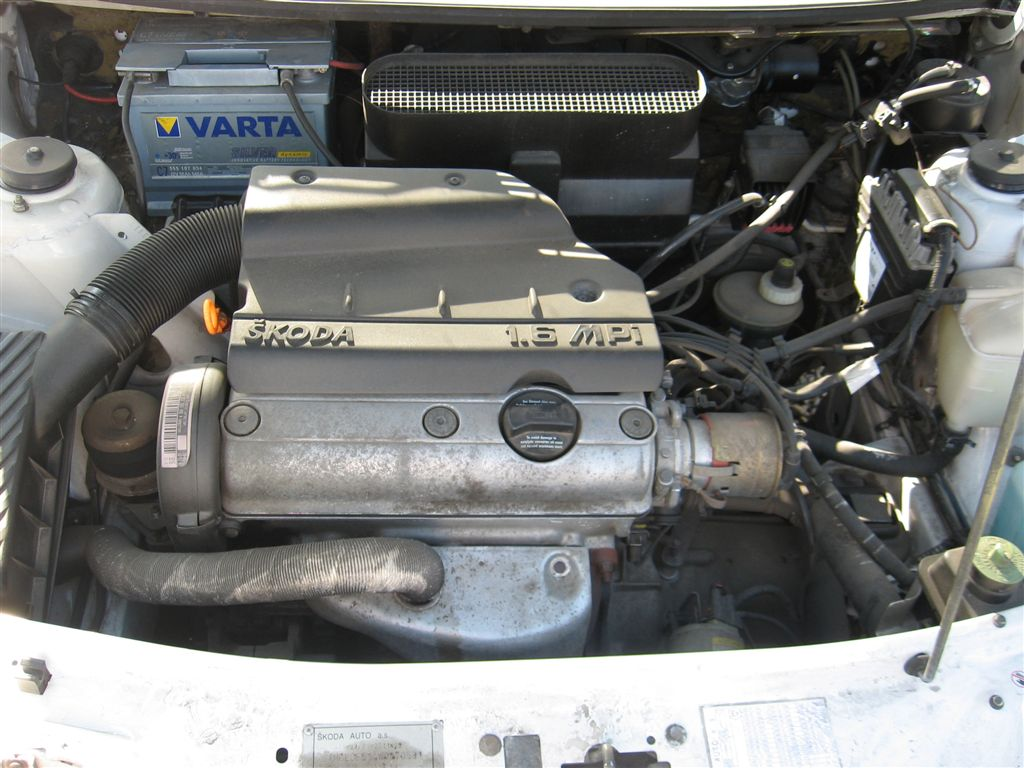
1,6 MPI-motor
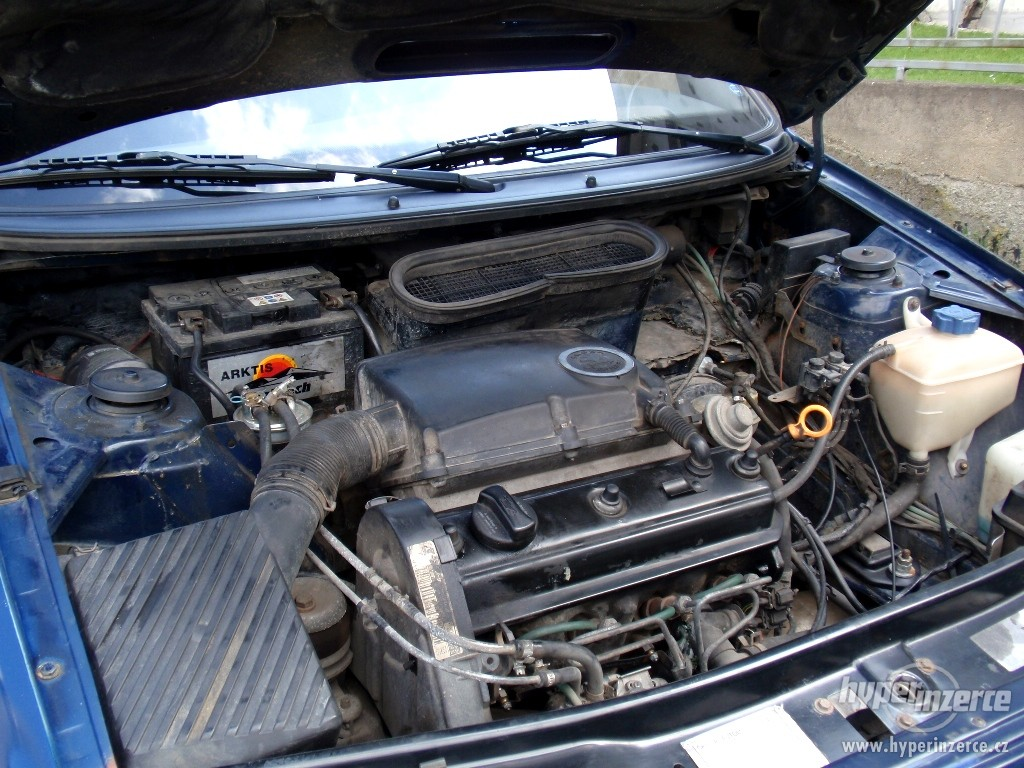
1,9 dieselmotor